# Jam of the Year Tour
Tournées par Prince
Love 4 One Another Charities Tour
(1997) Newpower Soul Tour
(1998)
Le Jam Of The Year Tour est une tournée effectuée sur le continent américain par Prince du 21 juillet 1997 au 23 janvier 1998. Cette tournée bat le record de la plus grosse tournée sur le continent américain accomplie par le même artiste, durant le Purple Rain Tour. La formation des New Power Generation est pratiquement renouvelée. Quelques titres de l'album Emancipation sont joués ainsi que certains titres issus de Chaos and Disorder. 

## Histoire
Prince reprend à nouveau le nom du symbole imprononçable. Au cours de cette tournée, quelques concerts d'échauffement ont été joués à Paisley Park en 1996, puis la tournée a démarré début de 1997 et s'est terminée janvier 1998. La liste des chansons étant large la plupart des titres furent raccourcis peu à peu. Vers la fin de la tournée seulement un verset de certaines chansons étaient jouées. Sur les pistes de R&B étaient souvent invités Doug E. Fresh et Larry Graham. Cette tournée sera un succès phénoménal aussi bien sur le point de vue lucrative que novatrice car au lieu de passer par des agents, l'équipe de Paisley Park a organisé par elle-même la tournée, ce qui permettait à l'Artiste de s'accorder une marge de 60 à 70 % sur la vente des billets ! Sur ce point la tournée aurait encaissé plus de 30 millions de dollars, ce qui en fait la plus importante depuis le Purple Rain Tour. 
Contrairement aux précédentes déceptions de Prince sur les concerts Américains comme pour le Lovesexy Tour, les salles sont en général bien remplies. Ce qui est sans doute lié au niveau extraordinaire des spectacles, Prince affiche chaque soir une danse exceptionnelle, une voix puissante, une infatigable énergie et une perfection dans la musique qui ne l'a jamais placé aussi proche du style de James Brown. Il lui rend d'ailleurs un hommage direct en interprètent chaque soir le titre Talkin' Loud And Sayin' Nothing, titre très funk qui permettra à Prince d'offrir au public, une performance savoureuse. La scène face aux spectateurs, semble basique, un grand escalier par lequel arrive Prince est en plein milieu avec au-dessus accroché le Love Symbol, quelques lampadaires sont placés le long de la scène et deux plateaux surélevés à chacune des extrémités gauche et droite. Cet investissement moins important que d'autres grandes tournées est aussi un facteur clé d'une meilleure rentabilité.
Finalement, la set-list est tout de même bien faible en nouveautés ou parmi les titres issus de l'album en promotion. C'est en effet à partir de cette période que Prince va concentrer dans ses concerts une set-list basée essentiellement sur les grands hits car il crée à ce moment les fameux AfterShows ("après-concerts"). Comprendre le principe des concerts, de longues prestations jouées dans des salles plus réduites (clubs, restaurants, boîtes de nuit, salles de théâtre) réservés à des fans triés sur le volet. Ce sont donc durant ces occasions que l'Artiste jouera dorénavant l'essentiel des nouveaux titres et certains titres restés inédits ou non achevés. Depuis, les tournées ne contiennent plus que deux ou trois titres maximum de l'album en promotion (à l'exception du One Nite Alone...Tour).

## Groupe
- Prince — Chant, guitare et piano
- Rhonda Smith - Basse
- Larry Graham - Basse
- Morris Hayes - Clavier
- Kat Dyson or Mike Scott - Guitare
- Kirk Johnson - Batterie
- Mayte - Chant et danse
- Marva King Vocals
- Doug E. Fresh Rap

## Listes de chansons
1. DAT Intro
2. Jam of the Year
3. Talkin' Loud And Sayin' Nothing de James Brown
4. Let's Work
5. Delirious
6. Purple Rain
7. Little Red Corvette
8. I Would Die 4 U
9. Six
10. The Most Beautiful Girl in the World
11. Face Down
12. I Could Never Take the Place of Your Man
13. The Cross
14. Dreamin' About U
15. Do Me Baby
16. Sexy M.F.
17. If I Was Your Girlfriend
18. The Ballad Of Dorothy Parker
19. Darling Nikki
20. Diamonds and Pearls
21. Take Me With U
22. Raspberry Beret
23. Baby I'm A Star
24. 1999

## Dates des concerts
| #  | Date              | Pays                | Ville      | Salle                              | Audience |
| -- | ----------------- | ------------------- | ---------- | ---------------------------------- | -------- |
| 1  | 21 juillet 1997   | Clarksdale          | États-Unis | Knob Music Theater                 | 14 542   |
| 2  | 23 juillet 1997   | Wantagh             | États-Unis | Jones Beach Theater                | 9 550    |
| 3  | 24 juillet 1997   | New York            | États-Unis | Tramps                             | 800      |
| 4  | 25 juillet 1997   | Boston              | États-Unis | Fleet Center                       | 11 761   |
| 5  | 26 juillet 1997   | Boston              | États-Unis | The Roxy                           | 2 000    |
| 6  | 26 juillet 1997   | Philadelphie        | États-Unis | Wells Fargo Center                 | 9 382    |
| 7  | 27 juillet 1997   | Philadelphie        | États-Unis | Egypt On The Waterfront            | 200      |
| 8  | 1er août 1997     | Landover            | États-Unis | Capital Centre                     | 15 324   |
| 9  | 2 août 1997       | Washington          | États-Unis | 9:30 Club                          | 1 200    |
| 10 | 2 août 1997       | Charlotte           | États-Unis | Charlotte Coliseum                 | 23 780   |
| 11 | 3 août 1997       | Atlanta             | États-Unis | Coca-Cola Lakewood Amphitheater    | 14 790   |
| 12 | 4 août 1997       | Atlanta             | États-Unis | Club Esso                          | 250      |
| 13 | 5 août 1997       | Oklahoma City       | États-Unis | Cox Convention Center              | 14 460   |
| 14 | 6 août 1997       | Oklahoma City       | États-Unis | Cahoots                            | 3 000    |
| 15 | 8 août 1997       | San Antonio         | États-Unis | The Alamodome                      | 12 882   |
| 16 | 9 août 1997       | San Antonio         | États-Unis | Café Hollywood                     | 300      |
| 17 | 9 août 1997       | Dallas              | États-Unis | Coca-Cola Starplex Amphitheater    | 15 937   |
| 18 | 10 août 1997      | Dallas              | États-Unis | The Mirage                         | 800      |
| 19 | 10 août 1997      | Houston             | États-Unis | Lakewood Church Central Campus     | 16 279   |
| 20 | 11 août 1997      | Houston             | États-Unis | The Roxy                           | 1 500    |
| 21 | 13 août 1997      | Lafayette           | États-Unis | Cajundome                          | 10 680   |
| 22 | 14 août 1997      | Lafayette           | États-Unis | Old Plaza Theater                  | 650      |
| 23 | 15 août 1997      | Miami               | États-Unis | American Airlines Arena            | 19 000   |
| 24 | 16 août 1997      | Miami               | États-Unis | Glam Slam East                     | 1 500    |
| 25 | 18 août 1997      | Raleigh             | États-Unis | Hardee's Walnut Creek Amphitheater | 12 193   |
| 26 | 19 août 1997      | Raleigh             | États-Unis | Plum Crazy                         | 500      |
| 27 | 20 août 1997      | Jackson             | États-Unis | Mississippi Coliseum               | 5 000    |
| 28 | 21 août 1997      | Jackson             | États-Unis | The Dock                           | 2 000    |
| 29 | 22 août 1997      | Nashville           | États-Unis | Nashville Arena                    | 19 000   |
| 30 | 23 août 1997      | Nashville           | États-Unis | Music City Mix Factory             | 300      |
| 31 | 23 août 1997      | Memphis             | États-Unis | Pyramid Arena                      | 18 000   |
| 32 | 24 août 1997      | Memphis             | États-Unis | New Daisy Theater                  | 450      |
| 33 | 6 septembre 1997  | Chanhassen          | États-Unis | Paisley Park                       | 1 000    |
| 34 | 10 septembre 1997 | Chanhassen          | États-Unis | Paisley Park                       | 1 000    |
| 35 | 13 septembre 1997 | Buffalo             | États-Unis | Marine Midland Arena               | 14 000   |
| 36 | 14 septembre 1997 | Wallingford         | États-Unis | Oakdale Theater                    | 5 000    |
| 37 | 16 septembre 1997 | Holmdel             | États-Unis | PNC Bank Arts Center               | 10 500   |
| 38 | 19 septembre 1997 | Dayton              | États-Unis | Erwin J. Nutter Center             | 12 000   |
| 39 | 20 septembre 1997 | Pittsburgh          | États-Unis | Civic Arena                        | 18 000   |
| 40 | 21 septembre 1997 | Baltimore           | États-Unis | Baltimore Arena                    | 13 000   |
| 41 | 24 septembre 1997 | Calgary             | Canada     | Scotiabank Saddledome              | 9 659    |
| 42 | 26 septembre 1997 | Vancouver           | Canada     | Rogers Arena                       | 18 000   |
| 43 | 27 septembre 1997 | George              | États-Unis | George Amphitheater                | 11 611   |
| 44 | 28 septembre 1997 | Portland            | États-Unis | Rose Garden                        | 9 868    |
| 45 | 1er octobre 1997  | Sacramento          | États-Unis | Power Balance Pavilion             | 8 484    |
| 46 | 2 octobre 1997    | Fresno              | États-Unis | Selland Arena                      | 7 793    |
| 47 | 4 octobre 1997    | West Valley City    | États-Unis | EnergySolutions Arena              | 12 000   |
| 48 | 5 octobre 1997    | Englewood           | États-Unis | Fiddler's Green                    | 18 000   |
| 49 | 6 octobre 1997    | Denver              | États-Unis | The Church                         | 1 500    |
| 50 | 10 octobre 1997   | Mountain View       | États-Unis | Shoreline Amphitheater             | 22 500   |
| 51 | 11 octobre 1997   | Los Angeles         | États-Unis | Hollywood Bowl                     | 14 831   |
| 52 | 12 octobre 1997   | Irvine              | États-Unis | Meadows Amphitheater               | 7 000    |
| 53 | 12 octobre 1997   | Détroit             | États-Unis | Intermezzo                         | 400      |
| 54 | 24 octobre 1997   | Las Vegas           | États-Unis | MGM Grand Garden Arena             | 13 766   |
| 55 | 25 octobre 1997   | Las Vegas           | États-Unis | Utopia                             | 4 000    |
| 56 | 25 octobre 1997   | Phoenix             | États-Unis | Blockbuster Desert Sky Pavillion   | 20 000   |
| 57 | 28 octobre 1997   | Albuquerque         | États-Unis | Tingley Coliseum                   | 12 000   |
| 58 | 29 octobre 1997   | Las Cruces          | États-Unis | Pan Am Center                      | 12 000   |
| 59 | 30 octobre 1997   | Las Cruces          | États-Unis | Club West                          | 300      |
| 60 | 31 octobre 1997   | Mobile              | États-Unis | Civic Center                       | 10 000   |
| 61 | 2 novembre 1997   | Austin              | États-Unis | Frank Erwin Center                 | 7 108    |
| 62 | 4 novembre 1997   | Columbia            | États-Unis | Carolina Coliseum                  | 5 500    |
| 63 | 5 novembre 1997   | Lexington           | États-Unis | Rupp Arena                         | 23 000   |
| 64 | 6 novembre 1997   | Knoxville           | États-Unis | Thompson-Boling Arena              | 8 500    |
| 65 | 8 novembre 1997   | Greensboro          | États-Unis | Greensboro Coliseum                | 23 500   |
| 66 | 9 novembre 1997   | Cincinnati          | États-Unis | U.S. Bank Arena                    | 7 114    |
| 67 | 8 décembre 1997   | Fargo               | États-Unis | Fargodome                          | 25 000   |
| 68 | 10 décembre 1997  | Minneapolis         | États-Unis | Target Center                      | 20 000   |
| 69 | 11 décembre 1997  | Minneapolis         | États-Unis | Target Center                      | 19 000   |
| 70 | 11 décembre 1997  | Chanhassen          | États-Unis | Paisley Park                       | 1 000    |
| 71 | 12 décembre 1997  | Chanhassen          | États-Unis | Paisley Park                       | 1 000    |
| 72 | 13 décembre 1997  | Cedar Rapids        | États-Unis | Five Seasons Center                | 6 232    |
| 73 | 14 décembre 1997  | Omaha               | États-Unis | Civic Auditorium                   | 10 000   |
| 74 | 15 décembre 1997  | Ames                | États-Unis | Hilton Coliseum                    | 15 456   |
| 75 | 17 décembre 1997  | Milwaukee           | États-Unis | Bradley Center                     | 16 000   |
| 76 | 17 décembre 1997  | Milwaukee           | États-Unis | Kickers                            | 150      |
| 77 | 18 décembre 1997  | Grand Rapids        | États-Unis | Van Andel Arena                    | 12 076   |
| 78 | 27 décembre 1997  | Détroit             | États-Unis | The Palace of Auburn Hills         | 16 000   |
| 79 | 30 décembre 1997  | Dallas              | États-Unis | Reunion Arena                      | 17 500   |
| 80 | 31 décembre 1997  | Houston             | États-Unis | Lakewood Church Central Campus     | 16 279   |
| 81 | 1er janvier 1998  | Houston             | États-Unis | The Roxy                           | 1 500    |
| 82 | 2 janvier 1998    | La Nouvelle-Orléans | États-Unis | UNO Kiefer Lakefront Arena         | 7 085    |
| 83 | 3 janvier 1998    | Little Rock         | États-Unis | T. H. Barton Coliseum              | 7 000    |
| 84 | 4 janvier 1998    | Kansas City         | États-Unis | Kemper Arena                       | 18 000   |
| 85 | 5 janvier 1998    | Evansville          | États-Unis | Roberts Municipal Stadium          | 12 000   |
| 86 | 8 janvier 1998    | Atlanta             | États-Unis | Fox Theatre                        | 4 678    |
| 87 | 9 janvier 1998    | Atlanta             | États-Unis | Fox Theatre                        | 4 678    |
| 88 | 10 janvier 1998   | Atlanta             | États-Unis | Fox Theatre                        | 4 678    |
| 89 | 13 janvier 1998   | Tampa               | États-Unis | St. Pete Times Forum               | 12 494   |
| 90 | 14 janvier 1998   | Tampa               | États-Unis | Millennium 2000                    | 250      |
| 91 | 22 janvier 1998   | Oakland             | États-Unis | Oakland Arena                      | 11 114   |
| 92 | 23 janvier 1998   | San Francisco       | États-Unis | Townsend Club                      | 600      |